# Piège de cristal
Série Die Hard
58 Minutes pour vivre
(1990)
Pour plus de détails, voir Fiche technique et Distribution.
Piège de cristal (Die Hard) est un film d'action américain et un film de Noël réalisé par John McTiernan, sorti en 1988.
Écrit par Jeb Stuart et Steven E. de Souza, le film est librement adapté du roman Nothing Lasts Forever (en) de Roderick Thorp publié en 1979. Le film met en scène un officier de la police de New York, John McClane (Bruce Willis).
Le style du film mêle action, suspense et humour. Le film sort en salles le 15 juillet 1988 aux États-Unis et le 21 septembre 1988 en France. Son succès entraîne quatre suites : 58 minutes pour vivre en 1990, Une journée en enfer en 1995, Die Hard 4 : Retour en enfer en 2007, Die Hard : Belle journée pour mourir en 2013.

## Synopsis
La veille de Noël, l'inspecteur de police new-yorkais John McClane arrive à Los Angeles avec l'intention de se réconcilier avec son épouse, Holly, dont il est séparé depuis six mois lorsqu'elle s'est installée ici pour son travail. Il est conduit par le chauffeur engagé par la compagnie, Argyle, pour assister à une fête de Noël organisée par l'employeur de Holly, la Nakatomi Corporation. Argyle attend McClane dans le parking au cas où la réconciliation avec Holly échouerait. Le policier retrouve Holly. Alors que McClane se rafraichit dans la salle de bain du bureau de cette dernière, au même moment la tour est attaquée par un criminel allemand, Hans Gruber, et son équipe lourdement armée, composée de Karl et son frère Tony, Theo, Alexander, Heinrich, Marco, Eddie, Uli, Franco, Kristoff, Fritz et James. Ceux qui se trouvent à l'intérieur de la tour sont pris en otage, à l'exception de McClane, qui s'enfuit après avoir entendu des détonations et des cris. Gruber interroge le dirigeant de la branche américaine de Nakatomi, Joseph Takagi, pour obtenir le code du coffre-fort du bâtiment. Gruber révèle qu'il prévoit de voler 640 millions de dollars en obligations au porteur et que son groupe et lui se font passer pour des terroristes pour dissimuler le vol. Takagi refuse de coopérer et est exécuté d'une balle dans la tête sous les yeux de McClane, caché non loin. Theo est chargé de pénétrer dans le coffre-fort. McClane, qui surveille secrètement les évènements, déclenche une alarme incendie dans une tentative infructueuse d'attirer les autorités. Tony est envoyé pour retrouver McClane. Après une confrontation, McClane le tue, obtenant son arme et sa radio, qu'il utilise pour contacter le département de police de Los Angeles. Le sergent Al Powell est dépêché sur place pour vérification.
McClane tue Marco et Heinrich, envoyés par Gruber pour le neutraliser, récupérant le sac d'explosifs et de détonateurs C-4 de ce dernier. Ne voyant rien d'anormal, Powell s'apprête à partir lorsque McClane jette le corps de Marco sur sa voiture de patrouille. Powell appelle des renforts qui arrivent à toute vitesse, une équipe SWAT assiège le bâtiment mais est neutralisée par des tirs au rez-de-chaussée et un tir de lance-roquettes par James et Alexander. McClane parvient à communiquer avec Powell via la radio prise aux assaillants. Afin d'empêcher les terroristes de faire davantage de morts, McClane jette du C-4 dans une cage d'ascenseur, tuant le duo et mettant fin à l'assaut de la police. Pendant ce temps, le collègue de Holly, Harry Ellis, tente de servir de médiateur entre Gruber et McClane pour la reddition de ce dernier. McClane refuse et Ellis est tué d'une balle dans la tête par Gruber, qui décide de vérifier les explosifs installés sur le toit. Durant le contrôle, il rencontre McClane. Il se présente à lui comme un otage évadé. McClane lui confie une arme à feu et Gruber tente de lui tirer dessus, mais l'arme est vide car McClane avait compris qu'il s'agit de Gruber. Karl, Franco et Fritz surgissent et se mettent à tirer sur McClane. Le policier parvient à tuer Fritz et Franco, mais est grièvement blessé au pied gauche par le verre brisé des fenêtres des bureaux et est contraint de fuir, abandonnant les détonateurs.
À l'extérieur, des agents du FBI prennent en main la situation et font couper l'électricité de l'immeuble. Comme Gruber l'avait anticipé, la coupure de courant désactive le verrou final du coffre-fort où se trouve le butin, son équipe dérobe les obligations. Gruber demande qu'un hélicoptère soit transporté sur le toit. Le FBI est d'accord, avec l'intention d'envoyer des hélicoptères de combat pour éliminer le groupe, indépendamment des dommages collatéraux aux otages. Un McClane découragé contacte Powell, avec lequel un début d'amitié s'installe. Powell dit à McClane qu'il a accidentellement tiré sur un enfant lors d'une patrouille et qu'il n'a plus utilisé son arme depuis. McClane comprend ensuite que Gruber a l'intention de faire exploser le toit — tuant les otages et les agents du FBI — pour simuler la mort de son équipe. Karl affronte McClane et ils se battent. Gruber, qui regarde les informations télévisées, voit un reportage du journaliste Richard Thornburg sur les enfants de McClane et comprend qu'il est le mari de Holly. Les otages sont escortés jusqu'au toit, tandis que Gruber garde Holly avec lui. Pendant le long combat, McClane neutralise Karl, le laissant pour mort. Il se rend sur le toit, tue Uli et sauve les otages juste avant que Gruber ne fasse exploser le toit, détruisant les hélicoptères du FBI. Pendant ce temps, Theo récupère leur véhicule d'évasion dans le parking mais est neutralisé par Argyle, qui suivait les évènements sur sa radio.
Un McClane fatigué et blessé trouve Holly avec Gruber et ses hommes restants, Eddie et Kristoff. Après avoir assommé Kristoff, McClane affronte Gruber qui lui ordonne de poser son arme à feu. McClane le fait pour épargner Holly mais distrait Gruber et Eddie en riant, saisit un pistolet caché dans son dos, qui contient deux cartouches. McClane blesse Gruber et tue Eddie. Gruber tombe par une fenêtre mais s'accroche au poignet de Holly. Il fait une dernière tentative pour tuer le couple, mais McClane détache la montre-bracelet de Holly auquel Gruber s'était accroché, ce dernier faisant une chute mortelle du haut de l'immeuble.
Le bâtiment est évacué. McClane et Holly, à l'extérieur, rencontrent Powell. Soudain, Karl, qui a feint sa mort, surgit et tente de tirer sur McClane mais est tué de plusieurs balles de revolver par Powell. Thornburg arrive et essaie d'interviewer les McClane, mais Holly frappe le journaliste. Argyle conduit la limousine hors du parking et emmène McClane et Holly.

## Fiche technique
Sauf indication contraire, les informations mentionnées dans cette section peuvent être confirmées par les bases de données cinématographiques IMDb et Allociné,  présentes dans la section « Liens externes ».
- Titre original : Die Hard
- Titre français : Piège de cristal
- Titre québécois : Piège de crystal[2]
- Réalisation : John McTiernan
- Scénario : Steven E. de Souza et Jeb Stuart, d'après le roman Nothing Lasts Forever de Roderick Thorp
- Musique : Michael Kamen
- Direction artistique : John R. Jensen
- Décors : Jackson De Govia
- Costumes : Marilyn Vance
- Photographie : Jan de Bont
- Son : Don J. Bassman, Kevin F. Cleary, Richard Overton
- Montage : John F. Link et Frank J. Urioste
- Production : Lawrence Gordon et Joel Silver
  - Production déléguée : Charles Gordon
  - Production associée : Beau Marks
- Sociétés de production : Gordon Company et Silver Pictures, présenté par Twentieth Century Fox
- Société de distribution : Walt Disney Studios
- Budget : 28 millions de $[3],[4]
- Pays de production :  États-Unis
- Langues originales : anglais, allemand, italien, japonais
- Format : couleur (DeLuxe)
  - version 35 mm — 2,39:1 Panavision (anamorphic) — son Dolby stéréo
  - version 70 mm à partir de négatifs 35 mm — 2,20:1 (Super Panavision 70) — son Stéréo 6 pistes
  - version remasterisé en 4K DCP Digital Cinema Package en 2018
- Genre : action, policier, thriller
- Durée : 132 minutes
- Dates de sortie[5] :
  - Québec : 15 juin 1988[2]
  - États-Unis : 20 juillet 1988
  - France : 21 septembre 1988 (sortie nationale) ; 28 janvier 2010 (Festival international du film fantastique de Gérardmer) ; 3 septembre 2014 (ressortie en version  restaurée)
- Classification :
  - États-Unis : interdit aux moins de 17 ans (R – Restricted)
  - France : tous publics avec avertissement[6]
  - Québec : 13 ans et plus (violence - langage vulgaire) (13+ / 13 years and over)[2]

## Distribution
- Bruce Willis (VF : Patrick Poivey) : le lieutenant John McClane
- Alan Rickman (VF : Pascal Renwick) : Hans Gruber
- Alexander Godunov (VF : Bernard Métraux) : Karl Vreski
- Bonnie Bedelia (VF : Anne Deleuze) : Holly Gennero McClane
- Reginald VelJohnson (VF : Roger Lumont) : le sergent Al Powell
- Paul Gleason (VF : Jean-Luc Kayser) : le chef-adjoint Dwayne T. Robinson
- William Atherton (VF : Bernard Woringer) : Richard « Dick » Thornburg
- Hart Bochner (VF : Bernard Woringer) : Harry Ellis
- James Shigeta (VF : Jean-Pierre Delage) : Joseph Yoshinobu Takagi
- Clarence Gilyard Jr. (VF : Jérôme Keen) : Theo
- De'voreaux White (VF : Alain Flick) : Argyle
- Robert Davi (VF : Michel Beaune) : l'agent spécial Johnson (Big Johnson en VO)
- Grand L. Bush (VF : Greg Germain) : l'agent Johnson (Little Johnson en VO)
- Dennis Hayden (VF : Philippe Catoire) : Eddie
- Bruno Doyon : Franco
- Al Leong : Uli
- Hans Buhringer : Fritz
- Andreas Wisniewski (VF : Patrick Borg) : Tony Vreski
- Joey Plewa : Alexander
- Lorenzo Caccialanza (en) : Marco
- Gary Roberts : Heinrich
- Wilhelm von Homburg : James
- Gerard Bonn : Kristoff
- Matt Landers (VF : Michel Vigné) : le capitaine Mitchell
- Carmine Zozzora : Rivers
- Dustyn Taylor : Ginny, la secrétaire d'Holly
- George Christy (VF : Michel Gudin) : le docteur Hasseldorf
- Anthony Peck : le jeune policier donnant des médicaments à Powell
- David Ursin : Harvey Johnson
- Mary Ellen Trainor (VF : Jocelyne Darche) : Gail Wallens
- Taylor Fry (VF : Séverine Morisot) : Lucy McClane
- Noah Land : John McClane Jr.
- Betty Carvalho (VF : Thamila Mesbah) : Paulina
- Kip Waldo : l'employé du commerce de proximité
- Mark Goldstein (VF : Régis Ivanov) : Sam, le directeur du studio de télévision
- Tracy Reiner : Mary, l'assistante de Thornburg
- Rick Cicetti (VF : Jacques Brunet) : le réceptionniste du Nakatomi Plaza
- Robert Lesser (VF : Jacques Brunet) : l'homme d'affaires dans l'avion
- Stella Hall : l'hôtesse dans l'avion

Source et légende : version française (VF) sur Voxofilm et RS Doublage

## Production

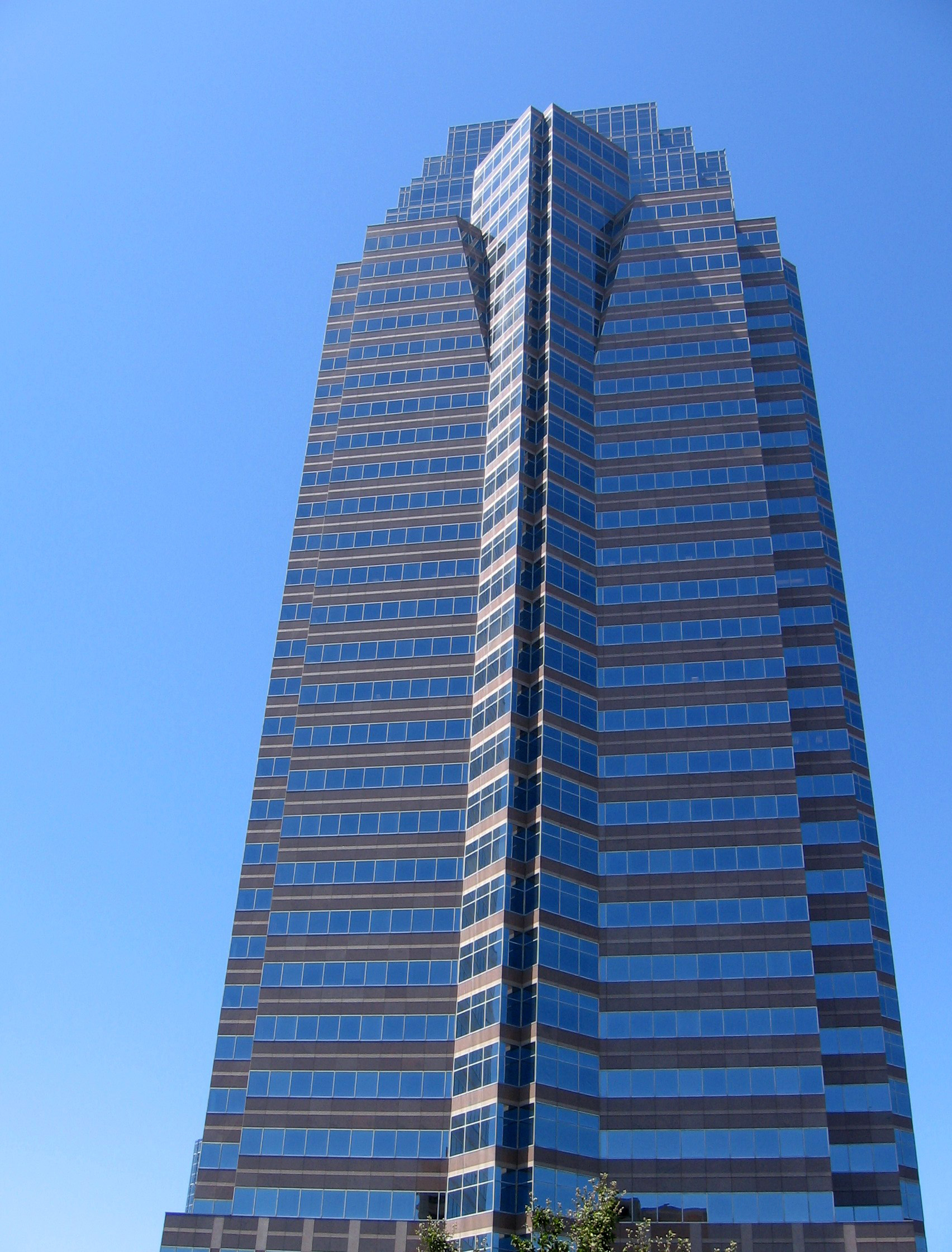
Le Nakatomi Plaza, en réalité le Fox Plaza, le décor principal du film.

### Genèse du projet
En 1985, la 20th Century Fox et Joel Silver projettent d'adapter le roman Nothing Lasts Forever pour produire une suite au film Commando. Mais Arnold Schwarzenegger refuse finalement de reprendre son rôle de John Matrix. L'idée scénaristique est donc recyclée par la Fox et le producteur Joel Silver pour un nouveau projet, Die Hard.
Après le succès de Predator, John McTiernan a gagné la confiance des producteurs (Lawrence Gordon et Joel Silver) pour son film suivant et dispose désormais d'une plus grande liberté d'action. À l'origine, le scénario était plus sombre, à l'image du roman d'origine, et les preneurs d'otages étaient de véritables terroristes. Mais comme il s'agissait avant tout d'un divertissement d'été, le scénario a été édulcoré et les terroristes sont devenus des braqueurs.

### Attribution des rôles
Par contrat avec la Fox, Frank Sinatra était lié au projet, car il avait joué dans l'adaptation du roman précédant Nothing Lasts Forever, Le Détective, mais était trop âgé pour le rôle.
Le rôle de John McClane a d'abord été proposé à divers acteurs de films d'action comme Sylvester Stallone ou à des acteurs en pleine gloire comme Richard Gere, Mel Gibson, Al Pacino et Burt Reynolds. Les producteurs se tournent donc vers des acteurs de télévision : Don Johnson (Deux Flics à Miami), Richard Dean Anderson (MacGyver) et Bruce Willis, alors en plein succès grâce à la série télévisée comique Clair de lune. L'acteur n'est pas très connu à l'international à cette époque. Il ne sera même pas présent sur les affiches internationales du film.

### Tournage
Le tournage débute le 4 novembre 1987 et se termine au début du mois de mars 1988. La tour-vedette du film, le Nakatomi Plaza, est en fait le Fox Plaza le siège de la 20th Century Fox, où l'équipe du film a bénéficié de huit semaines de tournage. Le reste du tournage a eu lieu dans les studios de la Fox à Los Angeles. La tour américaine était encore en construction à l'époque du tournage.
Durant presque tout le tournage, Bruce Willis portait des chaussures en plastique en forme de pieds nus qui avaient été conçues spécialement pour ses pieds.
Hans Buhringer, l'interprète de Fritz, le braqueur aux longs cheveux blonds, n'a pas été appelé pour tourner la scène où son personnage meurt abattu en sortant de l'ascenseur. L'équipe du film a donc décidé de remplacer Buhringer par le cascadeur américain Henry Kingi tout en lui mettant une perruque. La scène a été tournée en une seule prise de la manière suivante : Kingi avait des pétards sur lui afin de simuler sa mort. Buhringer plaisante donc en disant que son personnage n'est pas vraiment mort[réf. nécessaire].

### Musique
Bandes originales Die Hard
58 minutes pour vivre
(1990)
La musique du film est composée par Michael Kamen. On peut également entendre dans le film la Symphonie nº 9 de Ludwig van Beethoven, notamment l'Ode à la joie. Michael Kamen l'incorpore également dans certaines de ses compositions. Il utilise également des éléments de Singin' in the Rain pour le thème du personnage incarné par Clarence Gilyard Jr., Theo. On peut par ailleurs entendre le Concertos brandebourgeois n°3 de Johann Sebastian Bach durant la fête au début du film. Dans sa limousine, Argyle écoute notamment Skeletons de Stevie Wonder.
Pour la scène où Karl réapparait avec son fusil, John McTiernan n'est pas satisfait par la composition fournie par Michael Kamen. Il utilise alors un morceau déjà existant dans le catalogue de la Fox. Il s'agit d'une composition de James Horner pour Aliens, le retour (1986).
La bande originale n'est pas commercialisée avant février 2002, en édition limitée à 3 000 exemplaires chez Varèse Sarabande. L'album est ensuite réédité par La-La Land Records en novembre 2011, dans une version 2CD pressée à 3 500 copies. En plus des compositions originales de Michael Kamen, cette version contient Let It Snow! Let It Snow! Let It Snow! de Vaughn Monroe, Christmas in Hollis de Run-DMC ainsi qu'une composition de John Scott pour Man on Fire (utilisée quand McClane et Powell se voient pour la première fois).

#### Liste des titres
Toute la musique est composée par Michael Kamen, sauf exceptions notées.
| 1.  | The Nakatomi Plaza              |                        | 1:50  |
| 2.  | Gruber's Arrival                |                        | 3:40  |
| 3.  | John's Escape / You Want Money? |                        | 5:52  |
| 4.  | The Tower                       |                        | 1:49  |
| 5.  | The Roof                        |                        | 3:57  |
| 6.  | The Fight                       |                        | 1:07  |
| 7.  | He Won't Be Joining Us          |                        | 3:53  |
| 8.  | And If He Alters It?            |                        | 2:39  |
| 9.  | Going After John Again          |                        | 4:33  |
| 10. | Have A Few Laughs               |                        | 3:29  |
| 11. | Welcome To The Party            |                        | 1:00  |
| 12. | TV Station / His Bag Is Missing |                        | 3:52  |
| 13. | Assault On The Tower            |                        | 8:16  |
| 14. | John Is Found Out               |                        | 5:03  |
| 15. | Attention Police                |                        | 3:38  |
| 16. | Bill Clay                       |                        | 2:02  |
| 17. | I Had An Accident               |                        | 2:37  |
| 18. | Ode to Joy                      | Ludwig van Beethoven   | 3:36  |
| 19. | The Battle                      |                        | 10:15 |
| 20. | Gruber's Departure              |                        | 1:56  |
| 21. | Let It Snow (instrumental)      | Sammy Cahn, Jule Styne | 4:49  |

| 1.  | Main Title                              | 0:38 |
| 2.  | Terrorist Entrance                      | 4:05 |
| 3.  | The Phone Goes Dead/Party Crashers      | 1:51 |
| 4.  | John's Escape/You Want Money            | 6:00 |
| 5.  | Wiring the Roof                         | 1:51 |
| 6.  | Fire Alarm                              | 2:04 |
| 7.  | Tony Approaches                         | 1:41 |
| 8.  | Tony and John Fight                     | 1:11 |
| 9.  | Santa                                   | 0:55 |
| 10. | He Won't Be Joining Us                  | 3:01 |
| 11. | And If He Alters It                     | 2:39 |
| 12. | Going After John                        | 4:29 |
| 13. | Have A Few Laughs/ Al Powell Approaches | 3:31 |
| 14. | Under the Table                         | 1:55 |
| 15. | Welcome to the Party                    | 1:09 |
| 16. | TV Station                              | 2:47 |
| 17. | Holly Meets Hans                        | 1:19 |
| 18. | Assault On the Tower                    | 8:35 |

| 1.  | John Is Found Out                          |                                                |               | 5:03 |
| 2.  | Attention Police                           |                                                |               | 3:54 |
| 3.  | Bill Clay                                  |                                                |               | 4:09 |
| 4.  | Shooting the Glass                         |                                                |               | 1:05 |
| 5.  | I Had an Accident                          |                                                |               | 2:37 |
| 6.  | The Vault                                  |                                                |               | 3:07 |
| 7.  | Message for Holly                          |                                                |               | 1:07 |
| 8.  | The Battle/Freeing the Hostages            |                                                |               | 6:53 |
| 9.  | Helicopter Explosion and Showdown          |                                                |               | 4:00 |
| 10. | Happy Trails                               |                                                |               | 1:12 |
| 11. | We've Got Each Other (tiré de Man on Fire) | John Scott                                     | John Scott    | 1:56 |
| 12. | Let It Snow                                | Sammy Cahn                                     | Vaughn Monroe | 4:29 |
| 13. | Beethoven's 9th (End Credits Excerpt)      | Ludwig van Beethoven                           |               | 3:31 |
| 14. | The Nakatomi Plaza                         |                                                |               | 1:45 |
| 15. | (film version)                             |                                                |               | 2:46 |
| 16. | Gun in Cheek                               |                                                |               | 1:01 |
| 17. | Fire Hose                                  |                                                |               | 1:00 |
| 18. | Ode to Joy (alternate)                     | Ludwig van Beethoven                           |               | 2:10 |
| 19. | Let It Snow (source)                       | Sammy Cahn, Jule Styne                         | Michael Kamen | 1:58 |
| 20. | Winter Wonderland (source)                 | Dick Smith, Felix Bernard                      |               | 1:25 |
| 21. | Christmas in Hollis                        | Joseph Simmons, Darryl McDaniels, Jason Mizell | Run–DMC       | 4:49 |

## Accueil

### Accueil critique
Piège de cristal reçoit à sa sortie un accueil mitigé de la presse française. Si France-Soir le qualifie de « fort efficace » et lui alloue la note maximale, Positif, Télérama, Les Échos et L'Événement du jeudi retiennent d'abord son côté « primaire » sinon « bête », en l'affublant tous d'un timide 2/5. La donne change cependant au fil du temps, le film gagnant un statut culte traduit par des critiques devenues très positives près de trente ans plus tard. Les Inrockuptibles et Metro, entre autres, y voient finalement un précurseur majeur du cinéma d'action, l'honorant chacun d'un 5⁄5. Même tendance à l'étranger : l'agrégateur Metacritic recense plusieurs retours tièdes datant de 1988, mais retient finalement une moyenne honorable de 72⁄100 pour 14 critiques.
À l'étranger, le recueil de critiques Rotten Tomatoes rapporte que 93 % des 76 critiques ont donné un avis positif au film, qui hérite globalement d'une excellente moyenne de 8,53⁄10. De même, le site IMDB affiche une très bonne moyenne de 8,2⁄10 sur 951 000 avis collectés.

### Box-office
| Pays ou région | Box-office      | Date d'arrêt du box-office | Nombre de semaines |
| -------------- | --------------- | -------------------------- | ------------------ |
| États-Unis     | 83 008 852 $    | 30 octobre 1988            | 16                 |
| France         | 655 545 entrées | —                          | —                  |
| Total mondial  | 140 767 956 $   | —                          | —                  |

Piège de cristal sort aux États-Unis à la mi-juillet 1988 dans un circuit limité de 21 salles et rapporte 601 151 $ lors de son premier week-end d'exploitation. Largement distribué la semaine suivante (dans 1 276 salles), le film se hisse en troisième position du box-office avec 7 105 514 $ en week-end, portant le total à 10 147 587 $ depuis sa sortie. N'étant pas diffusé au-delà de 1 713 salles, Piège de cristal parvient à se maintenir au box-office, restant dix semaines de suite dans le top 10 hebdomadaire et atteint la seconde place des meilleures recettes deux mois après sa sortie. Il finit son exploitation avec 83 008 852 $, devenant ainsi le septième plus grand succès commercial aux États-Unis en 1988.
Ce succès surprise se confirme à l'international avec 57,8 millions $ de recettes, portant le total à 140 767 956 $, ce qui est rentable pour un budget de 28 millions $.
En France, le succès est relativement plus modeste en salles avec 655 545 entrées mais connaîtra un triomphe en vidéo.

## Distinctions
Source : Internet Movie Database et Allociné

### Récompenses

#### 1989
- BMI Film and TV Awards : Prix BMI de la meilleure musique de film pour Michael Kamen
- Motion Picture Sound Editors : meilleurs effets sonores et bruitages dans un film pour Richard Shorr
- Prix Hōchi du cinéma : meilleur film étranger

#### 1990
- Awards of the Japanese Academy : meilleur film étranger
- Blue Ribbon Awards : meilleur film étranger pour John McTiernan
- Kinema Junpō Awards : meilleur film étranger

### Nominations

#### 1989
- Oscar :
  - Meilleur son pour Don Bassman, Kevin F. Cleary, Al Overton Jr. et Richard Overton
  - Meilleur montage de son pour Stephen H. Flick et Richard Shorr
  - Meilleur montage pour John F. Link et Frank J. Urioste
  - Meilleurs effets visuels pour Brent Boates, Richard Edlund, Thaine Morris et Al Di Sarro
- Prix Edgar-Allan-Poe : meilleur film pour Steven E. de Souza et Jeb Stuart

### Sélection
- Festival du cinéma américain de Deauville 1988 : premières - hors compétition pour John McTiernan

### Autre
- Inscription au temple de la renommée des meilleurs films de l'OFTA en 2019

### Conservation
En 2017, le film est sélectionné par le National Film Preservation Board pour conservation au National Film Registry de la Bibliothèque du Congrès, en raison de son apport « culturel, historique ou esthétique » à la culture américaine.

## Analyse

### Différences avec le roman d'origine
- Le personnage principal se nomme Joe Leland dans le roman.
- Dans le roman original Nothing Lasts Forever (en)[1] de Roderick Thorp, l'action de l'intrigue se déroule en trois jours, alors que la majeure partie du film se déroule en une nuit.

### Anecdote
Lors de l'interview du professeur spécialisé dans le terrorisme, celui-ci se trompe en parlant du syndrome d'Helsinki au lieu du syndrome de Stockholm sans que personne le remarque. C'est alors que le présentateur dit « Helsinki en Suède ». Celui-ci passe pour un idiot dans le studio alors qu'il est plus proche de la vérité que le professeur.

### Erreurs et incohérences
- Au début du film, lorsque McClane utilise l'ordinateur, à l'entrée de la tour, pour trouver sa femme le nom "Gennaro" apparaît à la fin de sa recherche, puis lorsqu'il pose le doigt dessus, le nom devient "Gennero" (qui est le nom exact)
- Au moment où Hans Gruber fait tourner la tête de Tony (mort), on peut apercevoir qu'Andreas Wisniewski cligne des yeux pile au moment où Alan Rickman le touche avec sa main.
- Lorsque McClane s'abrite dans un coin du toit pour esquiver les tirs de l'hélicoptère des agents fédéraux (disant « J'suis dans votre camp, bande de cons !!! »), on peut apercevoir qu'il porte des chaussettes alors qu'il est censé avoir les pieds nus et pansés.
- Lorsque Karl sort du sac et se relève bien vivant, il brandit sa mitraillette Steyr AUG en direction de McClane avant d'être abattu par Powell. Or, bien qu'il ait survécu à sa pendaison et se soit fait passer pour mort, il n'est pas logique qu'il ait gardé son arme avec lui avant de se faire embarquer dans le sac car les policiers auraient pu la récupérer avant de l'emmener.

### Traduction allemande
Dans la version allemande du film, les prénoms des braqueurs allemands ont été changés par des prénoms américains. Ainsi Hans Gruber devient Jack Gruber, Karl devient Charlie, Heinrich devient Henry. Quand John écrit le nom des braqueurs sur son bras, une voix-off précise : « Je vais vous appeler Hans et Karl, comme les deux mauvais géants dans le conte de fées ». Par ailleurs, les références à leurs revendications par rapport à leur pays sont atténuées.
Les germanophones remarquent qu'ils font de nombreuses fautes de conjugaison et de syntaxe.

## Autour du film

### Éditions en vidéo
En France, le film Piège de cristal est sorti en DVD le 31 décembre 1999, une édition DVD collector est sortie le 23 janvier 2002, une édition DVD édition prestige est sortie le 24 août 2005, puis trois DVD éditions simple sont sorties en 2003 et 2007,.
Avec l'arrivée du Blu-ray, deux versions simple Blu-ray sont sorties le 4 janvier 2008 et le 1er septembre 2010, puis deux versions Blu-ray édition limitée steelBook sont sorties le 16 novembre 2016 et le 2 mai 2018.
Le film est également sorti en VOD le 1er août 2014.
À la suite des évolutions techniques afin d'améliorer la qualité d'image et de sons, le film sort dans une édition combo 4K Ultra HD + Blu-ray + Digital HD le 23 mai 2018.